# Кръстю Лафазанов
Кръстю Василев Лафазанов е български театрален и филмов актьор, играл в известни български телевизионни предавания като „Улицата“ и „Събота късен следобед“ (по БНТ) и „Смях в залата“ (излъчвано по bTV). Играе в телевизионното комедийно шоу „Комиците“.

## Биография

### Произход и образование
Роден е на 18 юли 1961 година във Варна в семейство на потомци на бежанци от Въмбел, Костурско. Майка му е медицинска сестра. След гимназията кандидатства стоматология и е приет. Кандидатства и във ВИТИЗ, като влиза след втория път. През 1985 година завършва актьорско майсторство за куклен театър във ВИТИЗ „Кръстьо Сарафов“ в класа на Елена Владова.

### Ранна кариера
Участва е в Детско-юношеския театър „Златното ключе“ Варна, при Катя Папазова. След това работи в Родопския драматичен театър в Смолян (1988 – 1989) и театър „Сириус“ (1989 – 1991). Звездата му изгрява в театъра на Теди Москов „Ла Страда“, където Лафазанов изиграва първите си големи роли и става партньор на Мая Новоселска (1991 – 1992). От 1993 година преминава в Народния театър „Иван Вазов“.

## Кариера на озвучаващ актьор
Лафазанов озвучава в анимационни филми от 2000 до 2007 година. Той е официалният глас на Шрек в едноименната анимационна поредица, озвучавал е в 3 филма и коледния филм „Блатната Коледа на Шрек“, но през 2010 година решава да не озвучи едноименния герой в „Шрек завинаги“, в който е заместен от Йордан Господинов-Дачко.
| Година | Филми/Сериали           | Роли            | Дублажно студио     |
| ------ | ----------------------- | --------------- | ------------------- |
| 2000   | Стюарт Литъл            | Реджиналд Стаут | Арс Диджитал Студио |
| 2002   | Шрек                    | Шрек            | Александра Аудио    |
| 2003   | Братът на мечката       | Туп             | Доли Медия Студио   |
| 2004   | Шрек 2                  | Шрек            | Александра Аудио    |
| 2007   | Шрек Трети              | Шрек            | Александра Аудио    |
| 2007   | Блатната Коледа на Шрек | Шрек            | Александра Аудио    |

## Личен живот
Запознава се с бъдещата си съпруга Елена Начева във ВИТИЗ и двамата се женят в трети курс. От брака си имат дъщеря Елица и син Георги-Крис. Елена Начева почива на 24 септември 2022 година.

## Награди и отличия
- „Наградата за млад актьор“ на Съюза на артистите в България (1986)
- „Аскеер“ – „за изгряваща звезда“ (1991)
- Наградата „Сребърен Георгий“ за филма Пеещите обувки на кинофестивала в (Москва, 2016)

## Театрални роли
- „Да, господин Премиер!“ (А. Джей, Дж. Лин) – Премиер
- „Хамлет“ (Уилям Шекспир) – Полоний
- „Антигона“ (Софокъл) – страж – вестител
- „Дон Кихот“ (Мигел де Сервантес) – дон Кихот
- „Суматоха“ (Йордан Радичков) – Араламби

## Телевизионен театър
- „Братът на Бай Ганя Балкански“ (мюзикъл, 1997) – Мусаллаков
- „Гнездото“ (1997, от Йордан Радичков, мюзикъл)
- „Зелен таралеж“ (1996, от Йордан Радичков, мюзикъл)

- „Големанов“ (по Ст. Л. Костов, сц. и реж. Иван Ничев, 1995) – Чавдаров

## Филмография
| Година      | Филми и сериали                             | Серии  | Копродукции                        | Роля                                         |
| ----------- | ------------------------------------------- | ------ | ---------------------------------- | -------------------------------------------- |
| 2024        | Не затваряй очи                             |        |                                    | отец Стефан                                  |
| 2022        | Мен не ме мислете                           |        |                                    | Росен, бащата на Яна                         |
| 2018        | Smart Коледа                                |        |                                    | дядо Коледа                                  |
| 2016        | Спомен за страха                            |        |                                    |                                              |
| 2016        | Пеещите обувки                              |        |                                    | белия лъв                                    |
| 2011 – 2019 | Столичани в повече                          | 170    |                                    | Йордан Лютов                                 |
| 2011        | Велика България                             | 12     |                                    |                                              |
| 2011        | Английският съсед                           | 4      |                                    | Щърбанов, бивш агент на ДС                   |
| 2006        | Ваканцията на Лили                          | 6      |                                    | директора                                    |
| 2006        | Летете с Росинант                           |        | България / Сърбия / Австрия        |                                              |
| 2005        | Леден сън                                   |        |                                    | Крум, съученик на Миглена                    |
| 2005        | Патриархат                                  | 7      |                                    | Пенто Булгуров                               |
| 2005        | Морска сол                                  | 30     |                                    | Климент / Наум                               |
| 2004        | Легенда за белия глиган                     |        |                                    | д-р Стоянов                                  |
| 2003        | Резерват за розови пеликани                 |        |                                    | д-р Стоянов                                  |
| 2002        | Двубой                                      |        |                                    |                                              |
| 2002        | Рапсодия в бяло                             |        |                                    | лакомникът                                   |
| 2001        | Търси се екстрасенс (тв)                    |        |                                    | лечителя Благовест Добрев                    |
| 2001        | И Господ слезе да ни види                   |        | България / Франция                 | селянин                                      |
| 2001        | Хълмът на боровинките                       |        |                                    | Ванката, кондуктор                           |
| 2001        | Посланикът на кралицата (Queen's Messenger) |        | България / Великобритания / Канада | мениджър в казиното                          |
| 2000        | Разбойници-коледари                         | 6      |                                    |                                              |
| 1999        | Дунав мост                                  | 7      |                                    | Станоев                                      |
| 1997        | 14 целувки                                  |        |                                    | Чакалов                                      |
| 1996        | Някога...някъде...                          |        |                                    |                                              |
| 1996        | Приятелите на Емилия                        |        | България / Франция / Швейцария     | Зарко                                        |
| 1994        | Граница                                     |        | България / Франция                 | готвачът                                     |
| 1994        | Любовни сънища                              |        | България / Италия                  |                                              |
| 1994        | Юнаци с умни калпаци                        |        |                                    | Пешко                                        |
| 1994        | Коледни апаши                               |        |                                    | Гюро                                         |
| 1993        | "Ч.А.Д.О." - ООД                            |        |                                    |                                              |
| 1993        | Нещо във въздуха                            |        |                                    |                                              |
| 1991        | О, Господи, къде си?                        |        |                                    | Пейчинов, директора на затвора               |
| 1990        | Жесток и невинен                            |        |                                    | архитект Иван Далев                          |
| 1990        | Кмете, кмете...                             |        |                                    | младият кмет                                 |
| 1989        | Аз, Графинята                               |        |                                    | Пенко, старшината                            |
| 1989        | Разводи, разводи...                         | 6 нов. |                                    | съпругът (в 4-та новела „Крехко равновесие“) |
| 1987        | Забранено за възрастни                      |        |                                    |                                              |
| 1986        | Съдията                                     |        |                                    | търговецът Дойчин                            |
| ?           | Някъде, някога                              |        |                                    |                                              |